# Столяров, Александр Николаевич (режиссёр)
Александр Николаевич Столяров (22 ноября 1959, Львов, УССР, СССР — 26 июля 2017, Москва, Россия) — киевский режиссёр , писатель, автор более 100 документальных и художественных фильмов. 
Номинирован на премию «НИКА» и «ТЭФИ» в 2010 году (фильм «Герман и Кармалита»).

## Биография
Наиболее известные фильмы — «Девочки-девочки» (2007), «Понять Человека» (2009), «Старец Паисий и я, стоящий вверх ногами» (2012).
В сентябре 2015 года вышел сборник лучших рассказов писателя — «Неправильная сказка».
В 1989 окончил Высшие курсы сценаристов и режиссёров (мастерскую  А. Н. Герасимова и В. Е. Капитановского).
Основатель и художественный руководитель детского театра «Театр Андерсена».
Александр Николаевич Столяров скоропостижно скончался утром 26 июля 2017 года.

## Фильмография
- «Хорал» (1988) Приз за лучшую режиссуру в Дьере (Венгрия) и в Нойбранденбурге (Германия)
- «Порт» (1991)
- «Союз одноногих» (1992) Приз за режиссуру в Дьере (Венгрия)
- «Театр на ладонях» (ТВ 1992)
- «Метрополитен» (ТВ 1992)
- «Магдебургские хроники» (1994)
- «Герой моего времени» (1998)
- «Gloria» (1999)
- «Потоп» (1999)
- «Святое семейство» (2000)
- «Колыбель для неродившегося ребёнка» (2000)
- «За двумя зайцами — 2» (2000)
- Программа «Новости» (РЕН-ТВ, Москва), главный режиссёр (2000)
- «Давай убьём музыканта» (2001) Приз за драматургию им. Л. Гуревича в Екатеринбурге
- «Американский репортаж» (2002)
- «Достоевская девочка» (2002) Гран-при на фестивале «Покров»
- «Давид» (2003)
- «Безмолвие» (2003)
- «Из жизни ахтырского полка» (2003)
- «Салем — экспресс» (2003)
- «Больше, чем любовь» (2004)
- «Ольга и Рабинович» (2004)
- «Блаженные в кинематографе» (2005) Приз на фестивале «Контакт»
- «Чёрно-белая африка» (2005) фильм о команде путешественников «Эквитес»
- «Критика любви» (2005)
- «Южная столица» (2005)
- «Любовь неволею судьбы» (2005)
- «Я — Хармс» (2005)
- «Гибель быка» (2006)
- «Святитель Лука» (2006)
- «Манифест женщины» (2006)
- «Аскет и Лиса» (2006)
- «Из жизни Венедикта Ерофеева» (2006)
- «Моя жена больна шизофренией» (х/ф 2006)
- «Блудный сын, блудная мать» (х/ф 2006)
- «Баптисты» (2006)
- «Четыре жены буревестника революции» (2007)
- «Посещение музея» (2007)
- «Севастопольский вальс» (2007)
- «Третья любовь Клавдии Шульженко» (2007)
- «Путешествие отца и сына» (2007)
- «Александр Вампилов: я буду жить долго-долго…» (2007)
- «Милый лжец Василий Качалов» (2007)
- «Девочки, девочки» (2007) Приз «Серебряный кадр» на фестивале «Кинолетопись-2008»
- Лучший документальный фильм на фестивале «Magnificat 2008»
- I премия на кинофестивале «Покров»
- «Митрополит Пётр Могила» (2007)
- «Жизнь и кино» (2008)
- «Народный святой» (2008)
- «1000 поцелуев Бирона» (2008)
- «Святой Петрович» (х/ф 2008)
- Диплом за лучшее религиозно-духовное содержание на фестивале «Кинолетопись-2008»
- Приз на фестивале «Крест святого Андрея» (Грузия, 2008)
- «Портрет немолодого человека» (2008)
- «Абрам да Марья» (2008)
- «Казачка» (2008)
- «Женитьба Алексея Петренко» (2008)
- «Второе рождение» (2008)
- «Монастырский остров» (2008)
- «Лу Саломе. Жизнь без любви» (2009)
- «Татьяна» (2009)
- «Жизнь сардин минус электрификация всей страны» (2009)
- «Театральный роман Богдана Ступки» (2009)
- «Понять человека» (2009) Гран-при на фестивале «Покров-2010»
- «Сказка для великого князя» (2009)
- «Путешествие в Коктебель» (2009)
- «Я — Моцарт» (2010)
- «День святого Николая. Композиция № 84» (2010)
- «Герман и Кармалита» (2010) Номинация «ТЭФИ» и Номинация «НИКА»
- «Путешествие молодого композитора. Композиция № 85» (2010)
- «Похороны Петра. Композиция № 86» (2010)
- «Друг мой, Михаил Бондаренко. 12 лет назад и сегодня. Композиция № 87» (2010)
- «Обыкновенный гений» (2010)
- «Благовещение. Композиция № 88» (2010)
- «Ираклий+Нана=Кино» (2010)
- «Партитура. Soli Deo Gloria» (2010)
- «Моцарт. Концерт для скрипки с оркестром № 5» (2010)
- «Святое семейство по Карлу Марксу» (2010)
- «Востребованный Адабашьян. Уроки режиссуры» (2010)
- «Красное и белое» (2010)
- «Театр Захер-Мазоха» (2010)
- «Принц на горошине» (2010)
- «Старые письма» (2010)
- «Дело России» (2010)
- «И вся её жизнь…» (2011)
- «Любовь как постоянная величина» (2011)
- «Моё прибытие поезда» (2011)
- «Полёт в нелётную погоду» (2011)
- «Очи чёрные» (2011)
- «Необыкновенное чудо» (2011)
- «Письма с неба» (2011)
- «Знаки препинания» (2011)
- «После Пушкина» (2011)
- «Проза любви» (2011)
- «Посвящение» (2011)
- «Чтобы не забыли» (2011)
- «Актриса и неврастеник» (2011)
- «Господин премьер-министр» (2011)
- «Напряжение нежности» (2012)
- «Скрипка для Ван Гога» (2012)
- «Дело Зборовского» (2012)
- «Старец Паисий и я, стоящий вверх ногами» (художественный фильм, 2012)
- «В Москву, в Москву» (2012)
- «Зинаида Гиппиус» (2012)
- «Новые светочи России» (2012)
- «Память плоти» (2013)
- «Последний рассказ» (2013)
- «Ave Maria» (2013)
- «9 стихотворений. Групповой портрет» (2013)
- «Поэза о Рыбаке и Рыбке» (2013)
- «Памятник Параджанову» (2013)
- «Свой человек на Соловках» (2013)
- «Диккенс» (2013)
- «Шесть маленьких шедевров» (2013)
- «Монастырь» (Фильм о Свято-Покровской Голосеевской Пустыни) (2014)